# Barnstone
Barnstone – wieś w Anglii, w hrabstwie Nottinghamshire. Leży 16 km na wschód od miasta Nottingham i 164 km na północ od Londynu.